# BA-64 (automitrailleuse)
La BA-64 (russe : Broneavtomobil 64) était une automitrailleuse soviétique, développée en 1941, et produite pour l'Armée rouge à partir de 1942. 

## Développement
L'automitrailleuse de reconnaissance est développé en 1941 et construit à partir de 1942 et jusqu'en 1946. 9110 modèles ont été construits.

## Versions
- BA-64:  1942 à 1943, châssis  GAZ-64
- BA-64B: 1943 à 1946, châssis GAZ-67

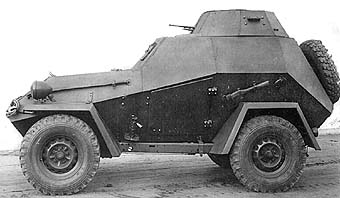
BA64.
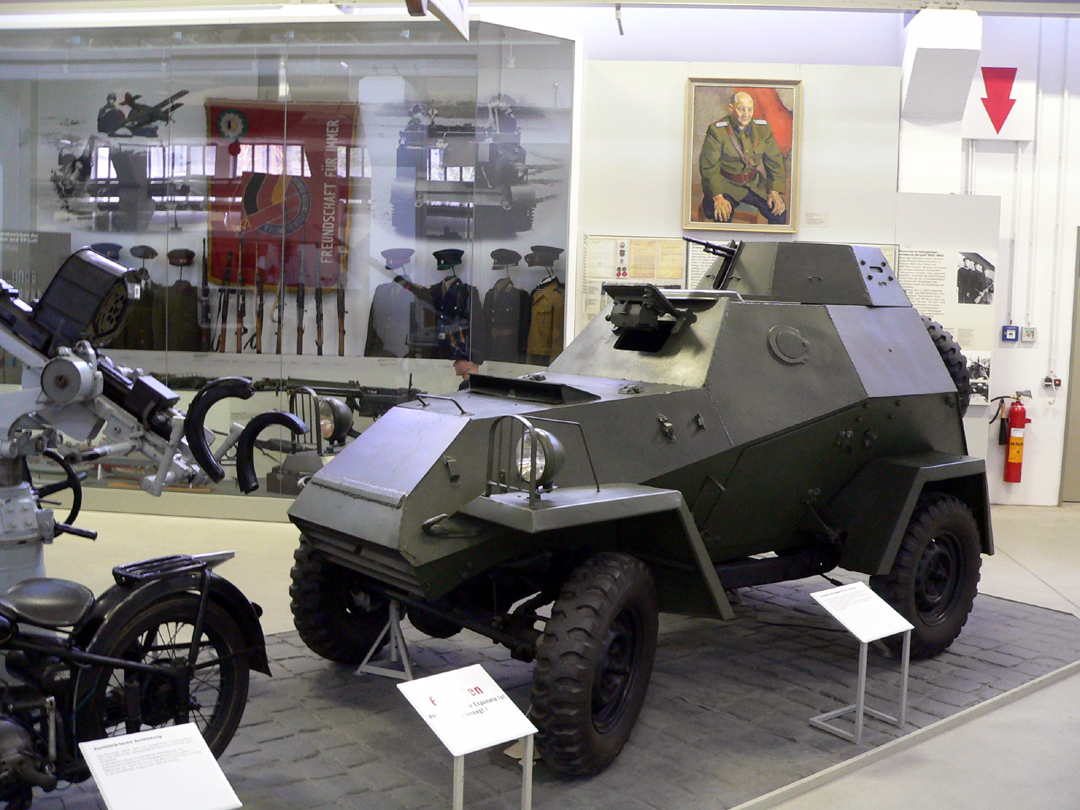
BA64.

- BA-64D:
- BA-64-126:
- BA-64ZhD: sur rail
- BA-64 PTRS: Anti-tank
- BA-64Sh:
- BA-64Z:
- BA-64B SG-43:
- BA-64E: 
  - BA-64KA:
  - BA-64E-37:
  - BASh-64B:
- BA-69:

- BA64.
- BA64.